# OpenOffice.org XML
OpenOffice.org XML ist eine Familie offener Dateiformate des Office-Pakets OpenOffice.org. Es ist der Nachfolger der StarOffice-Binärformate und der Vorläufer zu OpenDocument.

## Aufbau
Es handelt sich um ein XML-Format, das zum Einsparen von Speicherplatz zusätzlich komprimiert wird.
| Komponente | Zweck               | Format | MIME-Typ                                 | Endung |
| ---------- | ------------------- | ------ | ---------------------------------------- | ------ |
| Writer     | Schriftstück        | SXW    | application/vnd.sun.xml.writer           | .sxw   |
| Writer     | Vorlage             | STW    | application/vnd.sun.xml.writer.template  | .stw   |
| Writer     | Masterdokument      | SXG    | application/vnd.sun.xml.writer.global    | .sxg   |
| Calc       | Tabellenkalkulation | SXC    | application/vnd.sun.xml.calc             | .sxc   |
| Calc       | Vorlage             | STC    | application/vnd.sun.xml.calc.template    | .stc   |
| Draw       | Vektorgrafik        | SXD    | application/vnd.sun.xml.draw             | .sxd   |
| Draw       | Vorlage             | STD    | application/vnd.sun.xml.draw.template    | .std   |
| Impress    | Präsentation        | SXI    | application/vnd.sun.xml.impress          | .sxi   |
| Impress    | Vorlage             | STI    | application/vnd.sun.xml.impress.template | .sti   |
| Math       | Formel              | SXM    | application/vnd.sun.xml.math             | .sxm   |

## Unterstützung
Das Format wird nicht nur von OpenOffice.org und dessen Vorläufer Star Office/Oracle Open Office und Nachfolgeprojekt Apache OpenOffice unterstützt, sondern auch von weiteren Programmen:
- Abiword
- Gnumeric
- Google Docs (nur Import)
- KOffice
- LibreOffice (ab 4.3; nur Import)
- SoftMaker Office
  - TextMaker (nur Import)
- Visioo-Writer (eingeschränkt)
- Zoho Office